# Антифашистичка тајна патриотска организација
Антифашистичка тајна патриотска организација (АТПО) противзаконита је организација коју су чинили совјетски заробљеници за време Другог светског рата. Организацију су маја 1942. оформили неруски заробљеници у логору Бењаминово, у околини Варшаве.

## Историјат
Антифашистичка тајна патриотска организација настала је као последица плана немачке војске да од заробљеника логора Бењаминово оформе батаљоне за борбу против Совјетског савеза. Организацију је предводио Централни тајни биро, којим су руководили официри. Током 1942. организација је ступала у контакте с локалним патриотама припремајући се тако за устанак. Међутим, крајем 1942. Немци су извршили премештање логора. Већина заробљеника је депортована у Француску, а остатак је распоређен по рејонима Житомир и Мајкоп. У рејону Мајкоп Гестапо открива планове за подизање устанка и спроводи сурову казну стрељања већине заробљеника, неколицина преживелих је пребачена у кажњеничке логоре. Батаљон у рејону Житомир успева да током августа 1943. г. дигне устанак, успели су да се споје са совјетским партизанима и наставе, заједно, борбу против Немаца. Групација која је била пребачена у Француску, спојила се с француским покретом отпора, оформила партизанске јединице и до краја рата на простору Француске водила борбе против немачких окупационих снага.